# Общество красной свастики

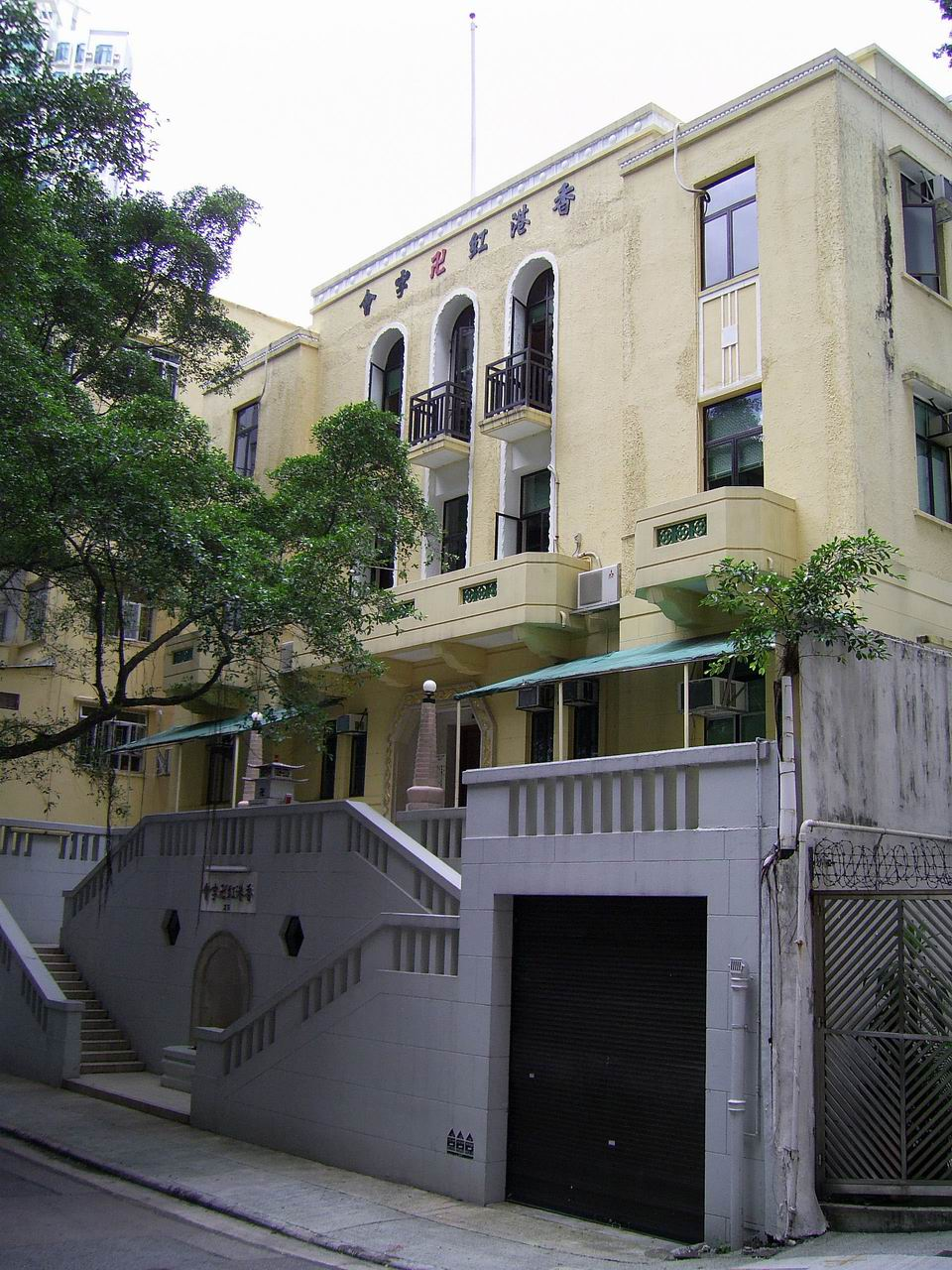
Представительство в Гонконге.

Общество красной свастики (кит. 世界红卍字会 — Шицзе хунваньцзыхуэй) — международная добровольная филантропическая организация, созданная в Китае в 1922 году по типу Общества Красного Креста и являющаяся подразделением синкретической даосско-буддийской религиозной организации Даоюань. Основатели — Цянь Нэнсюнь (钱能训), Ду Бинъинь и Ли Цзябо.
Общество занимается организацией благотворительных приютов и полевых столовых для бедных и пострадавших от стихийных бедствий. Особое участие организация приняла в ликвидации последствий Нанкинской резни. Сотрудником общества может стать только мужчина старше 15 лет. Женщины состоят в отдельной организации Даошаньшэ.
Общество Красной Свастики имеет представительства на Пинанге, в Сингапуре, Гонконге, Париже и Лондоне. Штаб квартира находится на Тайване.

Шицзе хунваньцзыхуэй — «Общество красной свастики»